# تصویربرداری وابستگی میزان اکسیژن خون

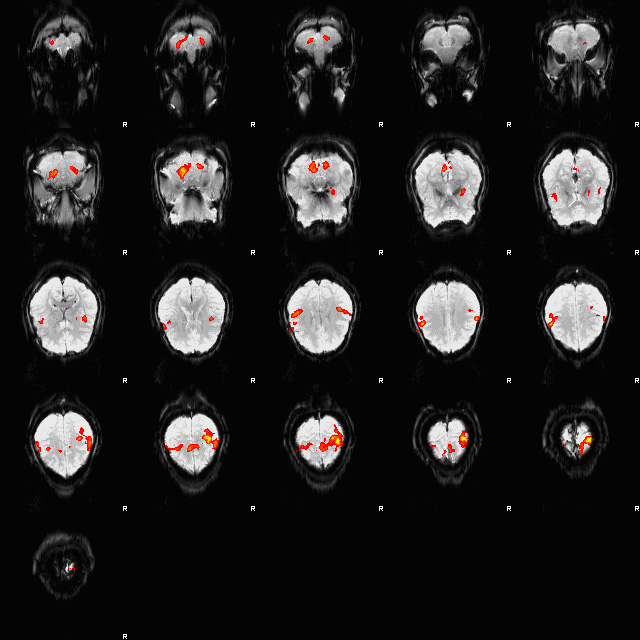
یک مونتاژ از تصاویر مغز در یک آزمایش به روش بولد. برای تهیه این تصاویر از اف اس ال استفاده گردیده.

تصویربرداری کارکردی BOLD یا تصویربرداری کارکردی وابسته به میزان اکسیژن خون (به انگلیسی: Blood Oxygenation Level Dependent fMRI) یا به اختصار BOLD fMRI، نوعی روش تصویربرداری در اف ام آر آی است.

## نظریه
سلولهای‌عصبی ذخایر درونی انرژی به شکل قند و اکسیژن ندارند، بنابراین شلیک آنها باعث می‌شود که نیاز به انرژی بیشتر، به سرعت وارد عمل شود. از طریق فرآیندی به نام پاسخ همودینامیک، خون اکسیژن را به سلولهای‌عصبی فعال با سرعت بیشتری نسبت به سلولهای‌عصبی غیرفعال آزاد می‌کند. این باعث تغییر سطوح نسبی هموگلوبین‌اکسیژنه و هموگلوبین بدون اکسیژن می‌شود که بر اساس حساسیت مغناطیسی متفاوت آنها قابل تشخیص است.
در سال ۱۹۹۰، سه مقاله منتشر شده توسط سیجی اوگاوا و همکارانش نشان داد که هموگلوبین دارای خواص مغناطیسی متفاوتی در اشکال اکسیژن‌دار و فاقد اکسیژن است (هموگلوبین بدون اکسیژن پارامغناطیس است و هموگلوبین اکسیژن دار دیامغناطیس است)، که هر دوی آنها را می‌توان با استفاده از MRI تشخیص داد.
این عمل منجر به تغییرات سیگنال مغناطیسی می‌شود که با استفاده از MRI قابل تشخیص است. با توجه به اضطراب، اندیشیدن یا فعالیت فیزیکی بیمار می‌توان از روش‌های آماری برای تعیین مناطقی از مغز استفاده کرد که به‌طور قابل اعتمادی این تفاوت را بیشتر نتیجه بدهند و این که کدام مناطق مغز در طول آن اضطراب، اندیشیدن یا فعالیت فیزیکی بیشتر فعال هستند.